# يوغو ايشيياناغي
يوغو ايشيياناغي (باليابانية: 一柳 夢吾) (2 أبريل 1985 في طوكيو في اليابان – )؛ هو لاعب كرة قدم ياباني سابق كان يلعب كمدافع.

## وصلات خارجية
- يوغو ايشيياناغي على موقع رابطة كرة القدم اليابانية للمحترفين (اليابانية)
- يوغو ايشيياناغي على موقع قاعدة بيانات كرة القدم.إي يو (الإنجليزية)
- يوغو ايشيياناغي على موقع Soccerway.com (الإنجليزية)
- يوغو ايشيياناغي على موقع عالم كرة القدم.نت (الإنجليزية)
- يوغو ايشيياناغي على موقع كووورة